# Mehrpolbasierte Modellbildung

Mechatronisches Eintor

Als mehrpolbasierte Modellbildung bezeichnet man in der Mechatronik eine einheitliche Darstellung von technischen Systemen mit multidisziplinärem Charakter (Multidomänensysteme). Ausgehend von der Modellbildung mit konzentrierten Ersatzelementen, sowie allgemeiner Erhaltungs- und Bilanzgesetze, können Systemmodelle mit leistungserhaltenden Verschaltungsgesetzen gebildet werden (elektroanaloge Netzwerke, Verallgemeinerte Netzwerke in der Mechatronik). Ein klassisches Beispiel für reine elektrische Systeme sind die kirchhoffschen Netzwerke. Historisch geht diese Form der Modellbildung auf James Clerk Maxwell zurück. Er entwickelte 1873 sehr detaillierte mechanische Analogien zu den elektrischen Phänomenen. In seiner Impedanzanalogie verknüpfte er
erstmals die Kraft und die elektrische Spannung als analoge Größen.

## Allgemeines
Bei der mehrpolbasierten Modellbildung werden konzentrierte Netzwerkelemente (engl. lumped elements) über ihre Torklemmen miteinander verschaltet. Dabei findet ein wechselseitiger Energieaustausch zwischen den einzelnen Netzwerkelementen statt. Abhängig von der Anzahl der vorhandenen Torklemmen jedes Netzwerkelements spricht man von einem Eintor, Zweitor, Dreitor oder Mehrtor. Der Energieaustausch eines Netzwerkelementes kann immer durch die zwei elementare Netzwerkvariablen (Torgrößen), der Flussgröße {\displaystyle f(t)} (von engl. flow) und der Differenzgröße {\displaystyle e(t)} (von engl. effort) beschrieben werden. Die Verschaltung der einzelnen Netzwerkelemente untereinander erfolgt mittels verallgemeinerter Kirchhoffscher Gesetze (Knotenpunktsatz, Maschensatz).

## Bildungsgesetze für die Systemvariablen
Bei der Bildung aller notwendigen Systemvariablen geht man zunächst davon aus, dass eine Energieänderung im n-dimensionalen Raum immer durch eine Massieu-Gibbs-Funktion (nach Josiah Willard Gibbs) ausgedrückt werden kann. Mathematisch sprechen wir von einer Pfaffschen Form oder linearen Differentialform
{\displaystyle \mathrm {d} E=\sum _{j=1}^{n}{i^{j}\;\mathrm {d} q^{j}}}.
Innerhalb einer physikalischen Domäne existieren im Normalfall genau zwei Summanden der Massieu-Gibbs-Funktion, welche im Allgemeinen durch ihre unvollständigen Differentiale beschrieben werden.
{\displaystyle \delta E=\delta E_{P}+\delta E_{T}=i_{T}\ \delta q_{P}+i_{P}\ \delta q_{T}}
Die beiden Intensitätsgrößen {\displaystyle i_{T}} und {\displaystyle i_{P}} bilden dabei die gesuchten Fluss- und Differenzgrößen (leistungskonjugierte Variablen).
{\displaystyle e(t):=i_{T}}
{\displaystyle f(t):=i_{P}}
Das Produkt beider Intensitätsgrößen ergibt in der jeweiligen physikalischen Domäne immer eine Leistung.
{\displaystyle P:=e(t)\cdot f(t)}
Jede einzelne unabhängige Energieänderung {\displaystyle \delta E} wird durch ein Paar von energiekonjugierten Variablen ausgedrückt.
{\displaystyle \delta E=i\ \delta q}
Der Quantitätsbegriff reicht jedoch noch nicht aus, um alle Energieformen eindeutig zu charakterisieren. Bei Energieformen, an denen feldartige Größen beteiligt sind, existiert kein einfacher mengenartiger Zusammenhang. Dazu wird der Begriff der Quantitätsgröße mit den nachfolgenden Regeln auf den Begriff der extensiven Größe erweitert.

### Bildungsregeln
- Zu jeder Energieform existiert eine extensive Variable.
- Jede Quantitätsgröße ist auch extensiv.
- Nicht jede extensive Größe ist eine Quantitätsgröße.

Somit werden den beiden mengenartigen Systemvariablen die folgenden Eigenschaften zugeordnet.
| Variable                    | Eigenschaft               | Name        | Formelzeichen      |
| --------------------------- | ------------------------- | ----------- | ------------------ |
| {\displaystyle q_{P},q_{T}} | sind extensive Variablen  |             |                    |
| {\displaystyle q_{P}}       | ist eine Quantitätsgröße  | Primärgröße | {\displaystyle X}  |
| {\displaystyle q_{T}}       | ist keine Quantitätsgröße | Extensum    | {\displaystyle Ex} |

### Quantitäts- und Intensitätsgrößen
Innerhalb einer physikalischen Domäne lassen sich immer genau vier Systemvariablen bilden, zwei Quantitätsgrößen und zwei Intensitätsgrößen. Ausgehend von der Primärgröße können die drei restlichen Systemvariablen eindeutig mathematisch abgeleitet werden.
Ihre messtechnische Eigenschaft wird dabei durch ihren jeweiligen Index charakterisiert.
P – für durch (von lat. per, engl. through)
T – für über (von lat. trans, engl. across)
| Schritt | Systemvariable | Formelzeichen         | Gleichung                                                    | Eigenschaft  | Energievariable       | Netzwerkvariable     |
| ------- | -------------- | --------------------- | ------------------------------------------------------------ | ------------ | --------------------- | -------------------- |
| 0       | Primärgröße    | {\displaystyle X}     | -                                                            | P-Quantität  | {\displaystyle q_{P}} | -                    |
| 1       | Differenzgröße | {\displaystyle Y}     | {\displaystyle Y={\frac {\delta E_{P}}{\delta X}}}           | T-Intensität | {\displaystyle i_{T}} | {\displaystyle e(t)} |
| 2       | Flussgröße     | {\displaystyle I_{M}} | {\displaystyle I_{M}={\frac {\mathrm {d} }{\mathrm {d} t}}X} | P-Intensität | {\displaystyle i_{P}} | {\displaystyle f(t)} |
| 3       | Extensum       | {\displaystyle Ex}    | {\displaystyle Ex=\int Y\mathrm {d} t}                       | T-Quantität  | {\displaystyle q_{T}} | -                    |

## Konstitutive Gesetze
Die konstitutiven Gesetze verknüpfen die vier Systemvariablen jeweils wechselseitig miteinander. Dabei ergeben sich zwei Energiespeicherelemente und zwei dissipative Elemente. Geht man von der Modellvorstellung der konzentrierten Ersatzelemente aus, so lassen sich die vier konstitutiven Gleichungen jeweils einem mechatronischen Eintor zuordnen. Für lineare Bauelementebeziehungen ergibt sich der folgende Zusammenhang:
| Name               | Gleichung                                 | Bauelent                    | Eigenschaft     |
| ------------------ | ----------------------------------------- | --------------------------- | --------------- |
| kapazitives Gesetz | {\displaystyle C:={\frac {q_{P}}{i_{T}}}} | mechatronische Kapazität    | Energiespeicher |
| induktives Gesetz  | {\displaystyle L:={\frac {q_{T}}{i_{P}}}} | mechatronische Induktivität | Energiespeicher |
| resistives Gesetz  | {\displaystyle R:={\frac {i_{T}}{i_{P}}}} | mechatronischer Widerstand  | Energiewandler  |
| memristives Gesetz | {\displaystyle M:={\frac {q_{T}}{q_{P}}}} | mechatronischer Memristor   | Energiewandler  |

## Übersichtsdarstellung
Die Bildungsgesetze für die Systemvariablen sowie die konstituierenden Gesetze für die Netzwerkbauelemente können sehr anschaulich gemeinsam in einem einfachen Übersichtsschema dargestellt werden.

## Historie
Die früheste mechanisch-elektrischen Analogie geht auf James Clerk Maxwell zurück. In seinen Überlegungen verknüpfte er erstmals die mechanische Kraft und die elektrische Spannung als analoge Größen (FU-Analogie), ohne jedoch den Impedanzbegriff zu verwenden. Dieser wurde erst 1886 von Oliver Heaviside geprägt, lange nach Maxwells Tod. Die Idee der komplexen Impedanz wurde dann von Arthur E. Kennelly 1893 eingeführt. Ab 1900 gehörte die mechanisch-elektrische Analogie dann zu den Standard-Analyse-Verfahren. Mit der Entwicklung der Analogrechentechnik ab 1923 erhielten die Analogiebeziehungen durch Vannevar Bush erneut einen Aufschwung. 1932 erschien von Walter Hähnle fast zeitgleich mit Floyd A. Firestone (1933) ein umfassender Beitrag zur Darstellung von elektromechanischen Gebilden durch rein elektrische Schaltbilder. Das Konzept dieser beiden Veröffentlichungen stützte sich maßgeblich auf die FI-Analogie (Analogie zwischen Kraft und Strom), also einer Umkehr der von Maxwell geprägten Analogie. Eine Abwandlung dieser FI-Analogie wurde 1955 durch Horace M. Trent vorgeschlagen. Letztlich führte diese mathematische Darstellung 1960 durch Henry M. Paynter zu den bis heute sehr erfolgreich angewendeten Bondgraphen. Unter Barkhausen etablierte sich mit Reichardt, Kraak und Lenk erfolgreich die Dresdner Schule der Akustik. Hier erschien 1971 erstmals von Arno Lenk ein Lehrbuch. über Elektromechanische Systeme. Eine ähnlich umfangreiche Betrachtungsweise ist 1979 bei Peter E. Wellstead zu finden. Wellstead verwendet neben der mehrpolbasierten Modellbildung auch erstmals den Lagrange- und Hamilton-Formalismus.